# Данте Алигери (линеен кораб, 1910)
Данте Алигери (на италиански: Dante Alighieri) е първият италиански линеен кораб. Корабът е заложен на 6 юни 1909 г. в корабостроителницата „Кастелламаре“, спуснат е на вода на 20 август 1910 г., а предаден в експлоатация на 15 януари 1913 г.

## История на създаването
|  |

Тъй като към 1906 г. точно е завършено построяването на четирите нови бързоходни линейни кораба-додредноути от типа „Vittorio Emanuele“ с достатъчно мощно въоръжение, то Италианският флот не проявява към дредноутите голям интерес до 1908 г., когато флотите на всички велики морски държави започват интензивно да се попълват с корабите от този клас. Първият италиански линкор-дредноут става „Данте Алигери“.
Според техническите изисквания на флота нормалната водоизместимост трябва да бъде не повече от 20 000 тона, скоростта – не по-малко от 22 възела. Бронирането трябва да бъде достатъчно за защита от фугасни снаряди на артилерията от големия и средния калибри на дистанции на боя от 30 – 40 кабелтови.
Калибърът на противоминната му артилерия е 120-мм.
На линкора за първи път в световната практика оръдията на главния калибър (305 мм) са разположени в триоръдейни кули. Тези артилерийски установки са направени от италианските предприятия-филиали на известните британски фирми „Vickers“ и „Armstrong“. Поради това, че доставката на тези оръдия се проточва почти с една година, първи с триоръдейни кули на главния калибър влиза в строй австро-унгарският дредноут „Вирибус Унитис“.

## Конструкция
„Данте Алигери“ е добре приспособен за условията на Средиземно море, но едва ли би се оправдал в бойни действия в Атлантика.

### Брониране
Дебелината на главния брониран пояс е 250 мм. Вторият броневи пояс е 100 мм и се намира над първия. Носовата траверса е дебела 100 мм, кърмовата – от 76 до 100 мм. Дебелината на главната бронирана палуба е от 75 до 100 мм.
Оказва се, че корабът е силно претоварен (газенето е с 35 см над планираното), и главния броневи пояс практически напълно се намира под водата.
Бронирането на кулите на главния калибър е: чело – 250, стени – 150 мм.

### Скорост
Проектиран, за да достига максимална скорост от 23 възела (43 км/ч; 26,5 мили в час) при мощност 35 000 к.с. (26 000 кВт), „Данте Алигери“ не достига тази цел на ходовите си изпитания. Корабът развива максимална скорост от 22,83 възела (42,28 км/ч, 26,27 мили в час) при мощност от 32190 к.с.

## История на службата
По време на Първата световна война „Данте Алигери“ е флагман на Италианската флота, макар да не участва в нито една битка. Линкорът осъществява блокада на източното крайбрежие на Адриатика.
През 1928 г. (15 години след влизането си в строй) корабът е предаден за скрап, тъй като вече се смята за безнадеждно остарял.